# Науриз
Наури́з (каз. Наурыз) — село у складі Мактааральського району Туркестанської області Казахстану. Входить до складу Іржарського сільського округу.
До 2001 року село називалось Перше Мая
Населення — 1124 особи (2021; 1117 у 2009, 810 у 1999, 644 у 1989).